# المقبيب (حزم العدين)

تعديل مصدري - تعديل

المقبيب هي إحدى قرى عزلة الأسلوم بمديرية حزم العدين التابعة لمحافظة إب، بلغ تعداد سكانها 762 نسمة حسب تعداد اليمن لعام 2004.